# John McCusker
John McCusker (Bellshill, 15 maggio 1973) è un polistrumentista, compositore e produttore discografico scozzese, già componente della Battlefield Band.

## Discografia

### Come solista
- John McCusker (1995)
- Yella Hoose (2001)
- Goodnight Ginger (2004)
- Before the Ruin (2008) (con Roddy Woomble e Kris Drever)
- Under One Sky (2009)

### Come produttore
- Kate Rusby e Kathryn Roberts - Kate Rusby & Kathryn Roberts (1995)
- Kate Rusby - Hourglass (1997)
- Kate Rusby - Sleepless (1999)
- Cathie Ryan - Somewhere Along the Road (2001)
- Kate Rusby - Little Lights (2001)
- Kate Rusby - 10 (2002)
- Blazin' Fiddles - The Old Style (2002)
- Kate Rusby - Underneath the Stars (2003)
- Cathie Ryan - The Farthest Wave (2005)
- Kate Rusby -  The Girl Who Couldn't Fly (2005)
- Roddy Woomble - My Secret is My Silence (2006)
- Kris Drever -  Black Water (2006)
- Eddi Reader -  Peacetime (2007)
- Drever, McCusker, Woomble - Before the Ruin (2008)
- Under One Sky - Under One Sky (2009)
- Kris Drever - Mark the Hard Earth (2010)

### Come turnista
- Ballad of the Broken Seas – Mark Lanegan & Isobel Campbell (2006)
- Ballads of the Book – Idlewild's "The Weight of Years" (2007)
- This Is What Makes Us – Foxface (2007)
- 22 Dreams – Paul Weller (2008)
- Kill to Get Crimson – Mark Knopfler (2008)
- In Love and Light – Heidi Talbot (2008)
- Hold Your Horses – Ella Edmondson (2009)
- Love is the Way – Eddi Reader (2009)
- Post Electric Blues – Idlewild (2009)
- Get Lucky – Mark Knopfler (2009)
- Transatlantic Sessions 5 (2010)
- Merrymouth - Simon Fowler (2012)
- Live (con Michael McGoldrick e John Doyle, 2012)
- Privateering – Mark Knopfler (2012)
- Suitcase - Jennifer Byrne (2013)
- Wenlock Hill - Merrymouth (2014)